# York (Carolina del Sud)
York és una població dels Estats Units a l'estat de Carolina del Sud. Segons el cens del tenia 6.995 habitants.

## Demografia
Segons el cens del 2000, York tenia 6.985 habitants, 2.536 habitatges i 1.787 famílies. La densitat de població era de 342,7 habitants/km².
Dels 2.536 habitatges en un 33,5% hi vivien nens de menys de 18 anys, en un 39,9% hi vivien parelles casades, en un 25,2% dones solteres, i en un 29,5% no eren unitats familiars. En el 25,3% dels habitatges hi vivien persones soles l'11,2% de les quals corresponia a persones de 65 anys o més que vivien soles. El nombre mitjà de persones vivint en cada habitatge era de 2,65 i el nombre mitjà de persones que vivien en cada família era de 3,13.
Per edats la població es repartia de la següent manera: un 27,9% tenia menys de 18 anys, un 9,1% entre 18 i 24, un 28,7% entre 25 i 44, un 19,6% de 45 a 60 i un 14,5% 65 anys o més.
L'edat mediana era de 34 anys. Per cada 100 dones de 18 o més anys hi havia 79,8 homes.
La renda mediana per habitatge era de 30.564$ i la renda mediana per família de 34.253$. Els homes tenien una renda mediana de 31.646$ mentre que les dones 20.290$. La renda per capita de la població era de 14.218$. Entorn del 17,2% de les famílies i el 17% de la població estaven per davall del llindar de pobresa.

## Poblacions més properes
El següent diagrama mostra les poblacions més properes.